# Status Quo & Friends - 40th Anniversary Souvenir
Status Quo & Friends - 40th Anniversary Souvenir è un album rarità del gruppo inglese Status Quo, uscito nel 2005.

## Il disco
Si tratta di un doppio CD raccolta e racchiude incisioni realizzate dal vivo dalla band nel 2005, in occasione del Liverpool Pops del 27.07.2005 alternate a brani di altri artisti. Il primo CD è apparso al sabato in omaggio della copia del Daily Mirror, con la doppia copertina, mentre il secondo CD è apparso la domenica in omaggio alla copia del Sunday Mirror.

## Tracce

### Tracce disco 1
1. Rockin' All Over The World (Live) - Status Quo - 4:01 - (Fogerty)
2. Ballroom Blitz - Sweet - 4:03 - (Chinn/Chapman)
3. Whatever You Want (Live) - Status Quo - 5:12 - (Parfitt/Bown)
4. Johnny B Good - Chuck Berry - 4:21 - (Berry)
5. Break the Rules (Live) - Status Quo - 2:36 - (Rossi/Young)
6. Cars (Live) - Gary Numan - 3:26 - (Numan)
7. Roll Over Lay Down (Live) - Status Quo - 5:48 - (Rossi/Young/Parfitt/Coghlan/Lancaster)
8. Great Balls Of Fire - Jerry Lee Lewis - 2.21 - (Blackwell/Hammer)
9. Snake Drive - Eric Clapton - 2:29 - (Clapton/Page)
10. Drift Away - Dobie Gray - 3:50 - (Williams)
11. The Party ain't Over Yet... Album Medley - Status Quo - 5:51 - (Status Quo)

### Tracce bonus disco 1
1. 1974 - Erica Taylor - 9:05 - (Erica Taylor)
2. Fall Down - Joseph Petesson - 8:34 - (Joseph Petesson)
3. Thirty Something - The Valley - 8:39 - (The Valley)
4. Don't Let Him Down - Mickeyrowe Dot Com - 2:48 - (Mickeyrowe Dot Com)

### Tracce disco 2
1. Down Down (Live) - Status Quo - 5:49 - (Rossi/Young)
2. Good golly Miss Molly - Little Richard - 2:11 - (Blackwell/Marascalco)
3. Caroline (Live) - Status Quo - 5:42 - (Rossi/Young)
4. No More Mr Nice Guy - Roger Daltrey - 3:40 - (Cooper/Bruce)
5. Something Bout You Baby I Like (Live) - Status Quo - 2:15 - (Supa)
6. Nothing's Gonna Stop Us Now - Starship - 4:22 - (Hammond/Warren)
7. Rain (Live) - Status Quo - 4:45 - (Parfitt)
8. Smoke On The Wather (Live) - Deep Purple - 6:44 - (Blackmore/Gillan/Glover/Lord/Paice)
9. China In Your Hand - T'Pau - 3:22 - (Decker/Rogers)
10. Knock On Wood - Tom Jones - 2:00 - (Crooper/Floyd)
11. The Party ain't Over Yet... Album Medley - Status Quo - 5:51 - (Status Quo)

### Tracce bonus disco 2
1. 516 Start Time - Potter - 8:38 - (Potter)
2. Jennifer - Graham Nestbitt - 8:17 - (Graham Nestbitt)
3. Dirty Girty - The Dacoits - 8:44 - (The Dacoits)
4. The Spy - The Persuaders - 0:46 - (The Persuaders)

## Formazione
- Francis Rossi (chitarra solista, voce)
- Rick Parfitt (chitarra ritmica, voce)
- John 'Rhino' Edwards (basso, voce)
- Matt Letley (percussioni)
- Andy Bown (tastiere)